# Antarchaea numisma
Antarchaea numisma är en fjärilsart som beskrevs av Jacob Hübner 1802. Antarchaea numisma ingår i släktet Antarchaea och familjen nattflyn. Inga underarter finns listade i Catalogue of Life.